# 曾同亨
曾同亨（1533年—1607年），字于野，號見臺，江西吉安府吉水縣泥田里人，明朝政治人物，進士出身。

## 生平
嘉靖三十七年（1558年）戊午科江西鄉試第八名舉人，三十八年（1559年）己未科進士。授刑部主事。改礼部儀制司主事，迁吏部考功司主事、文选司主事，与陆光祖、李世达齐名。隆慶改元，为文选司郎中。隆庆三年正月進太常寺少卿、提督四夷馆。
神宗繼位，經御史劉臺推荐，隆庆六年九月復除太常寺少卿，萬曆二年（1574年）四月升大理寺左少卿，八月接替汪宗伊任光禄寺卿。三年三月升順天府尹，四年三月以右副都御史巡抚贵州兼督理湖北川东等处军务，因为劉臺得罪张居正，同亨是劉臺的姊夫，给事中陈三谟彈劾他孱弱有病不能任职，遂被調用南京，于是称病归乡。九年二月，受张居正指使，给事中秦燿、御史钱岱等以考察拾遗，令曾同亨致仕。
張居正死後，萬曆十二年（1584年）起用為南京太常寺卿，七月入為大理寺卿，十三年六月遷工部右侍郎。十五年二月督治寿宫工程，節省浮誇的經费三十余万。十六年九月進工部尚書，仍旧提督大工，十七年二月入侍經筵，十九年十月因其弟曾乾亨阅视大同条陈内有减俸粮一节，在京军官拥入長安門内找曾同亨理论，同亨上疏请辞，神宗慰留。二十年三月以会推吏部尚書被論，七月以九门城楼竣工，加太子少保，十一月乞休归，賜驰驿回籍。
萬曆二十六年（1598年）六月起南京吏部尚書，疏辞不赴。二十九年十月再起南吏部尚書，赴京中途患病请辞，万历三十三年（1605年）六月加太子太保致仕，告老还乡，两年後病逝，年七十五，赠少保，諡恭端。

## 家族
曾祖曾克紹；祖父曾伯崇，封禮部郎中；父曾存仁，雲南左布政使。母羅氏（封孺人）。

## 延伸阅读
- 鄒元標《光禄大夫太子太保南京吏部尚書贈少保謚恭端見臺曾公傳》

[在维基数据编辑]
 《明史卷二百二十》，出自《明史》